# Dennis Henriksen
Dennis Henriksen, född 14 januari 1992, är en svensk bandyspelare, som spelar i Sandvikens AIK sedan säsongen 2010/11.

## Karriär
- Svensk mästare 2011, 2012 och 2014